# Élections régionales de 2015 en Centre-Val de Loire
Pour un article plus général, voir Élections régionales françaises de 2015.
Les élections régionales en Centre-Val de Loire se déroulent les 6 et 13 décembre 2015.

## Mode de scrutin
Le mode de scrutin est fixé par le code électoral. Les conseillers régionaux sont élus pour six ans ; les conseillers régionaux sont élus au scrutin de liste à deux tours sans adjonction ni suppression de noms et sans modification de l'ordre de présentation. Chaque liste est constituée d'autant de sections qu'il y a de départements dans la région.
Si une liste a recueilli la majorité absolue des suffrages exprimés au premier tour, le quart des sièges lui est attribué. Le reste est réparti à la proportionnelle suivant la règle de la plus forte moyenne. Une liste ayant obtenu moins de 5 % des suffrages exprimés ne peut se voir attribuer un siège. Sinon on procède à un second tour où peuvent se présenter les listes ayant obtenu 10 % des suffrages exprimés. La composition de ces listes peut être modifiée pour comprendre les candidats ayant figuré au premier tour sur d’autres listes, sous réserve que celles-ci aient obtenu au premier tour au moins 5 % des suffrages exprimés et ne se présentent pas au second tour. À l’issue du second tour, les sièges sont répartis de la même façon.
Les sièges étant attribués à chaque liste, on effectue ensuite la répartition entre les sections départementales, au prorata des voix obtenues par la liste dans chaque département.

## Listes et candidats

### Debout La France (DLF)
Alix Penloup, secrétaire départementale du Cher de Debout la France, est tête de liste régionale. Initialement, Patrice Court-Fortune, ancienne tête de liste DLF pour les élections européennes dans la circonscription Massif central-Centre, était le candidat désigné.
Les têtes de liste départementales sont :
- Cher : Alix Penloup[7]
- Eure-et-Loir : Jean-Pierre Deutsch[8]
- Indre : Eric Thévenin[9]
- Indre-et-Loire: Patrice Court-fortune
- Loir-et-Cher : Yves Chantereau[10]
- Loiret : Catherine de Metz[11]

### Europe Écologie Les Verts (EÉLV)
Charles Fournier, conseiller régional du Centre-Val de Loire, a été désigné tête de liste régionale,.
Les têtes de liste départementales sont :
- Cher : Michelle Rivet
- Eure-et-Loir : Mohamed Bougafer
- Indre : Caroline Gauthier
- Indre-et-Loire : Benoît Faucheux
- Loir-et-Cher : Charles Fournier
- Loiret : Christelle de Crémiers

### Lutte ouvrière (LO)
Tête de liste : Farida Megdoud

### Parti communiste français (PCF)
La liste PCF sera conduite par Nicolas Sansu. Le PCF ne se présente donc pas en tant que Front de gauche, le Parti de gauche et Ensemble ! ayant décidé de ne pas se présenter à la suite d'un désaccord sur le cumul des mandats et la position vis-à-vis du Parti socialiste, le PCF souhaitant une alliance avec le PS au second tour.

### Front national (FN)
La tête de liste régionale pour le Front national est Philippe Loiseau. Il est conseiller régional du Centre-Val de Loire et député européen élu dans la circonscription Massif central-Centre.
Les têtes de liste départementales sont :
- Cher : Jean-René Coueille
- Eure-et-Loir : Philippe Loiseau
- Indre : Mathieu Colombier
- Indre-et-Loire : Véronique Péan
- Loir-et-Cher : Michel Chassier
- Loiret : Charles de Gevigney

### Parti socialiste (PS)

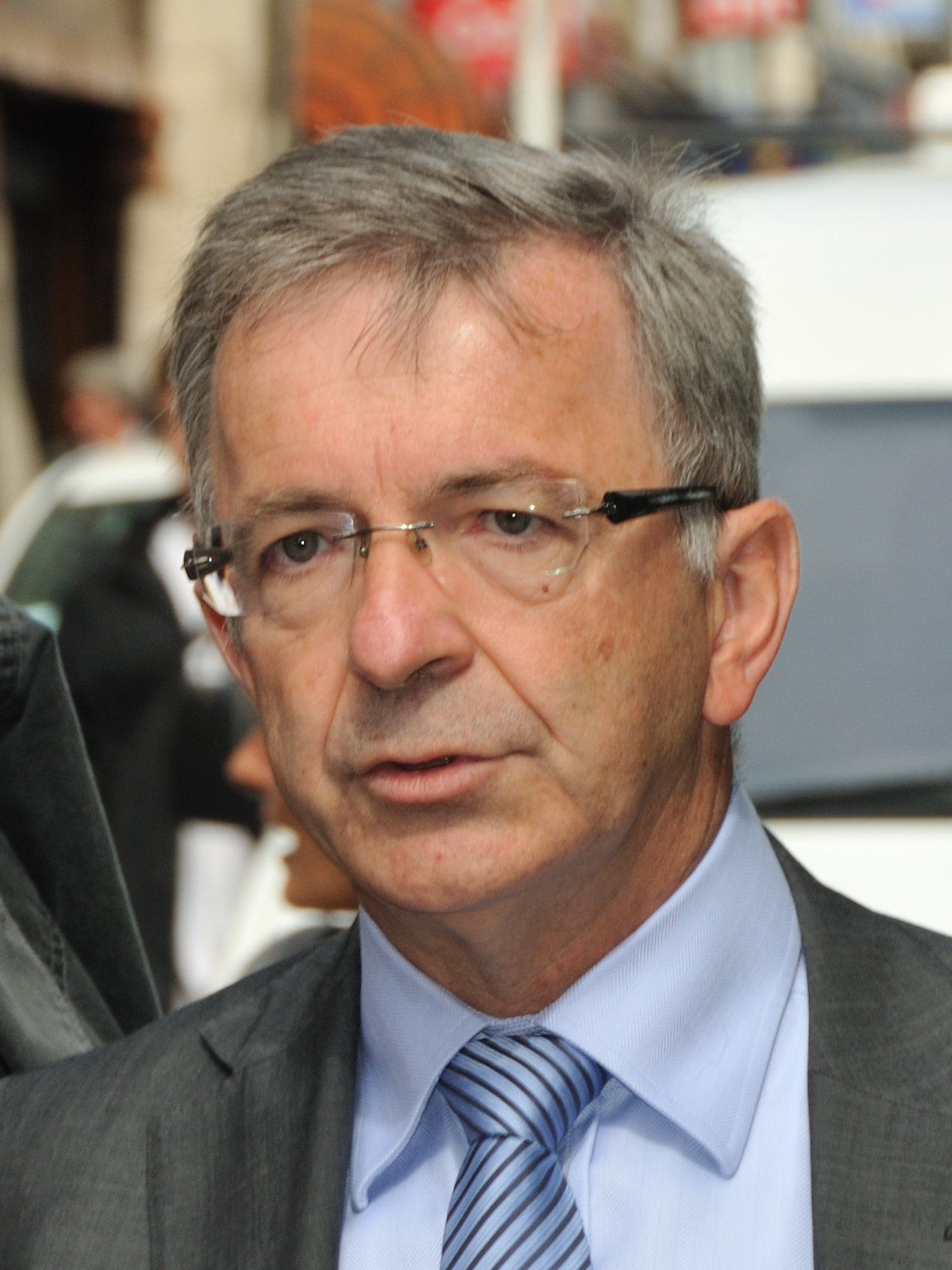
François Bonneau.

Unique candidat, François Bonneau, président sortant, est investi par son parti,.
Les têtes de liste départementales sont :
- Cher : Philippe Fournié
- Eure-et-Loir : Harold Huwart[20] (PRG)
- Indre-et-Loire : Jean-Patrick Gille
- Loir-et-Cher : Marc Gricourt
- Loiret : François Bonneau

### Union des démocrates et indépendants (UDI) / Les Républicains
Philippe Vigier, secrétaire général du Nouveau Centre, président du groupe UDI à l'Assemblée nationale, député d'Eure-et-Loir et maire de Cloyes-sur-le-Loir a été désigné tête de liste régionale,. Le 16 avril 2015, Guillaume Peltier (maire de Neung-sur-Beuvron), est choisi par les instances de son parti pour être la tête de liste de l'UMP. Hervé Novelli avait également été évoqué pour mener la liste. Les deux partis forment finalement avec le MoDem une liste commune d'union de la droite et du centre, menée par Philippe Vigier.
Les têtes de liste départementales sont :
- Cher : Laurence Rénier
- Eure-et-Loir : Philippe Vigier
- Indre : Nicolas Forissier
- Indre-et-Loire : Claude Greff
- Loir-et-Cher : Guillaume Peltier[26]
- Loiret : Jacques Martinet

### Union populaire républicaine (UPR)
Thierry Fouquiau, agriculteur de 49 ans, est choisi le 24 août 2015 comme tête de liste de l'Union populaire républicaine par le bureau national du parti.
Les têtes de liste départementales sont :
- Cher : Alain Rodric
- Eure-et-Loir : Clément Dumons
- Indre : Jacques Charpentier
- Indre-et-Loire : Saïd Harek
- Loir-et-Cher : Rémy Meneau
- Loiret : Anouar Ziani

## Sondages
Avertissement : Les résultats des intentions de vote ne sont que la mesure actuelle des rapports de forces politiques. Ils ne sont en aucun cas prédictifs du résultat des prochaines élections.
La marge d'erreur de ces sondages est de 4,5 % pour 500 personnes interrogées, 3,2 % pour 1000, 2,2 % pour 2000 et 1,6 % pour 4000.

### Premier tour
Pour des raisons techniques, il est temporairement impossible d'afficher le graphique qui aurait dû être présenté ici.

| Sondeur   | Date                    | Panel  | LO      | PCF-PG | EÉLV     | PS      | MoDem         | UDI           | LR            | DLF     | UPR      | FN      |        |
| Sondeur   | Date                    | Panel  | Megdoud | Sansu  | Fournier | Bonneau | Fesneau       | Vigier        | Peltier       | Penloup | Fouquiau | Loiseau | Autres |
| --------- | ----------------------- | ------ | ------- | ------ | -------- | ------- | ------------- | ------------- | ------------- | ------- | -------- | ------- | ------ |
| Sondeur   | Date                    | Panel  |         |        |          |         |               |               |               |         |          |         |        |
| OpinonWay | 12 au 13 mai 2015       | 963    | -       | 8 %    | 5 %      | 22 %    | 7 %           | 7 %           | 24 %          | -       | -        | 25 %    | 2 %    |
| Ifop      | 23 au 25 septembre 2015 | 720    | -       | 9%     | 7%       | 22%     | 35 % (Vigier) | 35 % (Vigier) | 35 % (Vigier) | 4%      | -        | 23%     | -      |
| Ifop      | 23 au 25 septembre 2015 | 720    | -       | 15 %   | -        | 23%     | 35 % (Vigier) | 35 % (Vigier) | 35 % (Vigier) | 4%      | -        | 23%     | -      |
| Ifop      | 23 au 25 septembre 2015 | 720    | -       | -      | 15 %     | 23%     | 34 % (Vigier) | 34 % (Vigier) | 34 % (Vigier) | 4%      | -        | 24%     | -      |
| BVA       | 6 au 15 octobre 2015    | 800    | 1 %     | 9 %    | 4 %      | 22 %    | 33 % (Vigier) | 33 % (Vigier) | 33 % (Vigier) | 4 %     | 1 %      | 24 %    | 2 %    |
| BVA       | 17 au 23 novembre 2015  | 794    | 1 %     | 9 %    | 5,5 %    | 20 %    | 34 % (Vigier) | 34 % (Vigier) | 34 % (Vigier) | 3 %     | 0,5 %    | 27 %    | -      |
| Ipsos     | 20 au 29 novembre 2015  | 23 061 | 1 %     | 8 %    | 4 %      | 22 %    | 29 %(Vigier)  | 29 %(Vigier)  | 29 %(Vigier)  | 3,5 %   | 1,5 %    | 31 %    | -      |

### Second tour
| Institut  | Date            | Échantillon | François Bonneau (PS) | Guillaume Peltier (LR) | Philippe Vigier (UDI) | Philippe Loiseau (FN) |
| --------- | --------------- | ----------- | --------------------- | ---------------------- | --------------------- | --------------------- |
| Institut  | Date            | Échantillon |                       |                        |                       |                       |
| OpinonWay | 12-13 mai 2015  | 963         | 35 %                  | 38 %                   | —                     | 27 %                  |
| Ifop      | 23-25 septembre | 720         | 36 %                  | —                      | 40 %                  | 24 %                  |
| BVA       | 6-15 octobre    | 800         | 33 %                  | —                      | 40 %                  | 27 %                  |
| BVA       | 17-23 novembre  | 794         | 30 %                  | —                      | 39 %                  | 31 %                  |
| Ipsos     | 20-29 novembre  | 23 061      | 34 %                  | —                      | 36 %                  | 30 %                  |

## Résultats

### Global
|                          |                                   |                                               |              |              |             |               |        |               |  |  |  |  |  |  |
| Tête de liste            | Tête de liste                     | Liste                                         | Premier tour | Premier tour | Second tour | Second tour   | Sièges | +/-           |  |  |  |  |  |  |
| Tête de liste            | Tête de liste                     | Liste                                         | Voix         | %            | Voix        | %             | Sièges | +/-           |  |  |  |  |  |  |
|                          | Philippe Loiseau                  | FN                                            | 262 154      | 30,49        | 308 422     | 30,00         | 17     | 10            |  |  |  |  |  |  |
|                          | Philippe Vigier                   | UDI - LR - MoDem                              | 225 777      | 26,25        | 355 475     | 34,58         | 20     | 1             |  |  |  |  |  |  |
|                          | François Bonneau[réf. nécessaire] | PS - PRG - UDE - Cap21 - MDP[réf. nécessaire] | 209 022      | 24,31        | 364 211     | 35,43         | 40     | 1             |  |  |  |  |  |  |
|                          | Charles Fournier[réf. nécessaire] | EELV - ND                                     | 56 764       | 6,60         | 364 211     | 35,43         | 40     | 1             |  |  |  |  |  |  |
|                          | Nicolas Sansu                     | PCF - MRC                                     | 39 450       | 4,59         |             |               | 0      | 8             |  |  |  |  |  |  |
|                          | Alix Penloup[réf. nécessaire]     | DLF                                           | 39 406       | 4,58         | 0           | en stagnation |        |               |  |  |  |  |  |  |
|                          | Farida Megdoud[réf. nécessaire]   | LO                                            | 14 612       | 1,70         | 0           | en stagnation |        |               |  |  |  |  |  |  |
|                          | Thierry Fouquiau                  | UPR                                           | 12 765       | 1,48         | 0           | en stagnation |        |               |  |  |  |  |  |  |
|                          |                                   |                                               |              |              |             |               |        |               |  |  |  |  |  |  |
| Suffrages exprimés       | Suffrages exprimés                | Suffrages exprimés                            | 859 940      | 95,52        | 1 028 108   | 95,53         |        |               |  |  |  |  |  |  |
| Votes blancs             | Votes blancs                      | Votes blancs                                  | 23 679       | 2,66         | 22 938      | 2,16          |        |               |  |  |  |  |  |  |
| Votes nuls               | Votes nuls                        | Votes nuls                                    | 16 701       | 1,82         | 25 369      | 2,31          |        |               |  |  |  |  |  |  |
| Total                    | Total                             | Total                                         | 900 320      | 100          | 1 076 415   | 100           | 77     | en stagnation |  |  |  |  |  |  |
| Abstentions              | Abstentions                       | Abstentions                                   | 917 046      | 50,46        | 741 109     | 40,78         |        |               |  |  |  |  |  |  |
| Inscrits / Participation | Inscrits / Participation          | Inscrits / Participation                      | 1 817 366    | 49,54        | 1 817 524   | 59,22         |        |               |  |  |  |  |  |  |

### Par département

#### Cher
| Tête de liste | Tête de liste      | Liste            | Premier tour | Premier tour | Second tour | Second tour | Sièges | +/- |
| Tête de liste | Tête de liste      | Liste            | Voix         | %            | Voix        | %           | Sièges | +/- |
| ------------- | ------------------ | ---------------- | ------------ | ------------ | ----------- | ----------- | ------ | --- |
|               | Philippe Fournié   | PS - PRG- UDE *  | 22 776       | 21,84        | 45 710      | 36,66       |        |     |
|               | Michelle Rivet     | EÉLV *           | 5 867        | 5,63         | 45 710      | 36,66       |        |     |
|               | Jean-René Coueille | FN               | 33 180       | 31,82        | 39 740      | 31,87       |        |     |
|               | Laurence Renier    | UDI - LR - MoDem | 23 699       | 22,73        | 39 250      | 31,48       |        |     |
|               | François Dumon     | PCF - MRC *      | 9 931        | 9,52         |             |             |        |     |
|               | Alix Penloup       | DLF              | 5 012        | 4,81         |             |             |        |     |
|               | Éric Bellet        | LO               | 2 090        | 2,00         |             |             |        |     |
|               | Alain Rodric       | UPR              | 1 724        | 1,65         |             |             |        |     |
|               |                    |                  |              |              |             |             |        |     |
| Inscrits      | Inscrits           | Inscrits         | 229 570      | 100,00       | 229 549     | 100,00      |        |     |
| Abstentions   | Abstentions        | Abstentions      | 119 313      | 51,97        | 97 835      | 42,62       |        |     |
| Votants       | Votants            | Votants          | 110 257      | 48,03        | 131 714     | 57,38       |        |     |
| Blancs        | Blancs             | Blancs           | 3 890        | 3,53         | 3 930       | 2,98        |        |     |
| Nuls          | Nuls               | Nuls             | 2 088        | 1,89         | 3 084       | 2,34        |        |     |
| Exprimés      | Exprimés           | Exprimés         | 104 279      | 45,42        | 124 700     | 54,32       |        |     |

#### Eure-et-Loir
| Tête de liste | Tête de liste       | Liste            | Premier tour | Premier tour | Second tour | Second tour | Sièges | +/-   |
| Tête de liste | Tête de liste       | Liste            | Voix         | %            | Voix        | %           | Sièges | +/-   |
| ------------- | ------------------- | ---------------- | ------------ | ------------ | ----------- | ----------- | ------ | ----- |
|               | Philippe Vigier     | UDI - LR - MoDem | 43 765       | 31,48        | 65 913      | 39,72       | 4      | 33,33 |
|               | Philippe Loiseau    | FN               | 44 504       | 32,01        | 52 019      | 31,35       | 3      | 25,00 |
|               | Harold Huwart (PRG) | PS - PRG- UDE *  | 28 199       | 20,28        | 48 012      | 28,93       | 5      | 41,67 |
|               | Mohamed Bougafer    | EÉLV *           | 8 138        | 5,85         | 48 012      | 28,93       | 5      | 41,67 |
|               | Jean-Pierre Deutsch | DLF              | 5 855        | 4,21         |             |             |        |       |
|               | Fabien Lecomte      | PCF - MRC *      | 4 137        | 2,98         |             |             |        |       |
|               | Marie-José Aubert   | LO               | 2 394        | 1,72         |             |             |        |       |
|               | Clément Dumons      | UPR              | 2 046        | 1,47         |             |             |        |       |
|               |                     |                  |              |              |             |             |        |       |
| Inscrits      | Inscrits            | Inscrits         | 300 208      | 100,00       | 300 347     | 100,00      |        |       |
| Abstentions   | Abstentions         | Abstentions      | 155 563      | 51,82        | 127 041     | 42,30       |        |       |
| Votants       | Votants             | Votants          | 144 645      | 48,18        | 173 306     | 57,70       |        |       |
| Blancs        | Blancs              | Blancs           | 3 337        | 2,31         | 3 113       | 1,80        |        |       |
| Nuls          | Nuls                | Nuls             | 2 270        | 1,57         | 4 249       | 2,45        |        |       |
| Exprimés      | Exprimés            | Exprimés         | 139 038      | 46,31        | 165 944     | 55,25       |        |       |

#### Indre
| Tête de liste | Tête de liste       | Liste            | Premier tour | Premier tour | Second tour | Second tour | Sièges | +/- |
| Tête de liste | Tête de liste       | Liste            | Voix         | %            | Voix        | %           | Sièges | +/- |
| ------------- | ------------------- | ---------------- | ------------ | ------------ | ----------- | ----------- | ------ | --- |
|               | Dominique Roullet   | PS - PRG- UDE *  | 21 088       | 25,77        | 35 752      | 36,51       |        |     |
|               | Caroline Gauthier   | EÉLV *           | 4 868        | 5,95         | 35 752      | 36,51       |        |     |
|               | Nicolas Forissier   | UDI - LR - MoDem | 21 743       | 26,57        | 32 956      | 33,65       |        |     |
|               | Matthieu Colombier  | FN               | 24 717       | 30,21        | 29 228      | 29,84       |        |     |
|               | Michel Fradet       | PCF - MRC *      | 3 756        | 4,59         |             |             |        |     |
|               | Éric Thévenin       | DLF              | 2 955        | 3,61         |             |             |        |     |
|               | Véronique Gélinaud  | LO               | 1 672        | 2,04         |             |             |        |     |
|               | Jacques Charpentier | UPR              | 1 025        | 1,25         |             |             |        |     |
|               |                     |                  |              |              |             |             |        |     |
| Inscrits      | Inscrits            | Inscrits         | 171 730      | 100,00       | 171 725     | 100,00      |        |     |
| Abstentions   | Abstentions         | Abstentions      | 84 958       | 49,47        | 67 815      | 39,49       |        |     |
| Votants       | Votants             | Votants          | 86 772       | 50,53        | 103 910     | 60,51       |        |     |
| Blancs        | Blancs              | Blancs           | 2 857        | 3,29         | 2 577       | 2,48        |        |     |
| Nuls          | Nuls                | Nuls             | 2 091        | 2,41         | 3 397       | 3,27        |        |     |
| Exprimés      | Exprimés            | Exprimés         | 81 824       | 47,65        | 97 936      | 57,03       |        |     |

#### Indre-et-Loire
| Tête de liste | Tête de liste          | Liste            | Premier tour | Premier tour | Second tour | Second tour | Sièges | +/- |
| Tête de liste | Tête de liste          | Liste            | Voix         | %            | Voix        | %           | Sièges | +/- |
| ------------- | ---------------------- | ---------------- | ------------ | ------------ | ----------- | ----------- | ------ | --- |
|               | Jean-Patrick Gille     | PS - PRG- UDE *  | 54 638       | 27,35        | 98 145      | 40,64       | 11     | 55  |
|               | Benoît Faucheux        | EÉLV *           | 16 549       | 8,28         | 98 145      | 40,64       | 11     | 55  |
|               | Claude Greff           | UDI - LR - MoDem | 51 155       | 25,61        | 81 566      | 33,77       | 5      | 25  |
|               | Daniel Fraczak         | FN               | 52 308       | 26,18        | 61 789      | 25,59       | 4      | 20  |
|               | Patrice Court-Fortune  | DLF              | 9 949        | 4,98         |             |             |        |     |
|               | Jean-Michel Bodin      | PCF - MRC *      | 8 856        | 4,43         |             |             |        |     |
|               | Jean-Jacques Prodhomme | LO               | 3 428        | 1,72         |             |             |        |     |
|               | Saïd Harek             | UPR              | 2 900        | 1,45         |             |             |        |     |
|               |                        |                  |              |              |             |             |        |     |
| Inscrits      | Inscrits               | Inscrits         | 423 130      | 100,00       | 423 164     | 100,00      |        |     |
| Abstentions   | Abstentions            | Abstentions      | 214 310      | 50,65        | 170 374     | 40,26       |        |     |
| Votants       | Votants                | Votants          | 208 820      | 49,35        | 252 790     | 59,74       |        |     |
| Blancs        | Blancs                 | Blancs           | 5 373        | 2,57         | 5 400       | 2,14        |        |     |
| Nuls          | Nuls                   | Nuls             | 3 664        | 1,75         | 5 890       | 2,33        |        |     |
| Exprimés      | Exprimés               | Exprimés         | 199 783      | 47,22        | 241 500     | 57,07       |        |     |

#### Loir-et-Cher
| Tête de liste | Tête de liste     | Liste            | Premier tour | Premier tour | Second tour | Second tour | Sièges | +/- |
| Tête de liste | Tête de liste     | Liste            | Voix         | %            | Voix        | %           | Sièges | +/- |
| ------------- | ----------------- | ---------------- | ------------ | ------------ | ----------- | ----------- | ------ | --- |
|               | Guillaume Peltier | UDI - LR - MoDem | 30 860       | 25,70        | 48 531      | 34,08       |        |     |
|               | Marc Gricourt     | PS - PRG- UDE *  | 28 662       | 23,87        | 48 028      | 33,73       |        |     |
|               | Charles Fournier  | EÉLV *           | 7 730        | 6,44         | 48 028      | 33,73       |        |     |
|               | Michel Chassier   | FN               | 38 844       | 32,34        | 45 842      | 32,19       |        |     |
|               | Yves Chantereau   | DLF              | 5 541        | 4,61         |             |             |        |     |
|               | Monique Raynaud   | PCF - MRC *      | 4 791        | 3,99         |             |             |        |     |
|               | Claude Lamy       | LO               | 1 966        | 1,64         |             |             |        |     |
|               | Rémy Meneau       | UPR              | 1 702        | 1,42         |             |             |        |     |
|               |                   |                  |              |              |             |             |        |     |
| Inscrits      | Inscrits          | Inscrits         | 244 911      | 100,00       | 244 942     | 100,00      |        |     |
| Abstentions   | Abstentions       | Abstentions      | 118 570      | 48,41        | 95 885      | 39,15       |        |     |
| Votants       | Votants           | Votants          | 126 341      | 51,59        | 149 057     | 60,85       |        |     |
| Blancs        | Blancs            | Blancs           | 3 503        | 2,77         | 3 178       | 2,13        |        |     |
| Nuls          | Nuls              | Nuls             | 2 742        | 2,17         | 3 478       | 2,33        |        |     |
| Exprimés      | Exprimés          | Exprimés         | 120 096      | 49,04        | 142 401     | 58,14       |        |     |

#### Loiret
| Tête de liste | Tête de liste          | Liste            | Premier tour | Premier tour | Second tour | Second tour | Sièges | +/- |
| Tête de liste | Tête de liste          | Liste            | Voix         | %            | Voix        | %           | Sièges | +/- |
| ------------- | ---------------------- | ---------------- | ------------ | ------------ | ----------- | ----------- | ------ | --- |
|               | François Bonneau       | PS - PRG- UDE *  | 53 661       | 24,97        | 88 570      | 34,63       |        |     |
|               | Christelle de Crémiers | EÉLV *           | 13 602       | 6,33         | 88 570      | 34,63       |        |     |
|               | Jacques Martinet       | UDI - LR - MoDem | 54 555       | 25,38        | 87 412      | 34,17       |        |     |
|               | Charles de Gevigney    | FN               | 68 603       | 31,92        | 79 814      | 31,20       |        |     |
|               | Catherine de Metz      | DLF              | 10 110       | 4,70         |             |             |        |     |
|               | Marc Brynhole          | PCF - MRC *      | 7 982        | 3,71         |             |             |        |     |
|               | Anouar Ziani           | UPR              | 3 362        | 1,56         |             |             |        |     |
|               | Claude Trepka          | LO               | 3 062        | 1,42         |             |             |        |     |
|               |                        |                  |              |              |             |             |        |     |
| Inscrits      | Inscrits               | Inscrits         | 447 796      | 100,00       | 447 792     | 100,00      |        |     |
| Abstentions   | Abstentions            | Abstentions      | 224 314      | 50,09        | 182 153     | 40,68       |        |     |
| Votants       | Votants                | Votants          | 223 482      | 49,91        | 265 639     | 59,32       |        |     |
| Blancs        | Blancs                 | Blancs           | 4 986        | 2,23         | 5 049       | 1,90        |        |     |
| Nuls          | Nuls                   | Nuls             | 3 559        | 1,59         | 4 794       | 1,80        |        |     |
| Exprimés      | Exprimés               | Exprimés         | 214 937      | 48,00        | 255 796     | 57,12       |        |     |

### Composition de l'assemblée élue
| Liste              | Parti          | Cher | Eure-et-Loir | Indre | Indre-et-Loire | Loir-et-Cher | Loiret | Total |
| ------------------ | -------------- | ---- | ------------ | ----- | -------------- | ------------ | ------ | ----- |
| Union de la gauche | PS             | 3    | 3            | 3     | 5              | 5            | 7      | 26    |
| Union de la gauche | EÉLV           | 1    | 1            | 1     | 3              |              | 3      | 9     |
| Union de la gauche | PRG            |      | 1            |       | 1              |              |        | 2     |
| Union de la gauche | FD             | 1    |              |       | 1              |              |        | 2     |
| Union de la gauche | Cap21          |      |              |       | 1              |              |        | 1     |
| Union de la droite | LR             | 1    | 3            | 2     | 2              | 1            | 3      | 12    |
| Union de la droite | UDI            | 1    | 1            |       | 2              | 1            | 2      | 7     |
| Union de la droite | DVD            |      |              |       | 1              |              |        | 1     |
| Front national     | Front national | 2    | 3            | 1     | 4              | 2            | 5      | 17    |